# Labo M
Labo M (рус. Лаборатория М) — третий студийный альбом французского музыканта Матье Шедида, вышедший в 2003 году.

## Об альбоме
Музыкант записывал этот альбом на своей собственной студии под названием «La Bohème» (слово Labo — также первые четыре буквы от названия этой студии). Этот альбом большей частью инструментальный — очередной эксперимент Матье, в нём рок исполняется при тихой атмосфере виолончели и классической гитары. На сей раз музыкант затронул в своих песнях более личные темы, на некоторых песнях его голос опускается до шёпота. В отличие от прошлых работ Шедида, на этом альбоме почти нет изобретательной игры слов и остоумных созвучий, что вызвало разочарование части фанатов, зато музыкант открыл очередную грань своего таланта, и в том же году выпустил мегауспешный «Qui de nous deux», великолепно принятый аудиторией.

## Список композиций
| №   | Название       | Продолжительность |
| --- | -------------- | ----------------- |
| 1.  | Tapis Volant 1 | 3:50              |
| 2.  | Slide Melody   | 0:49              |
| 3.  | Les Saules     | 2:37              |
| 4.  | L’Automat      | 3:14              |
| 5.  | Ricken         | 2:31              |
| 6.  | Stan est Stone | 5:01              |
| 7.  | Au Kazoo       | 2:02              |
| 8.  | Jam à la Mer   | 4:03              |
| 9.  | Tapis Volant 2 | 5:25              |
| 10. | Coup d’Trash   | 1:57              |
| 11. | La Nébuleuse   | 6:55              |